# Gà Crèvecœur

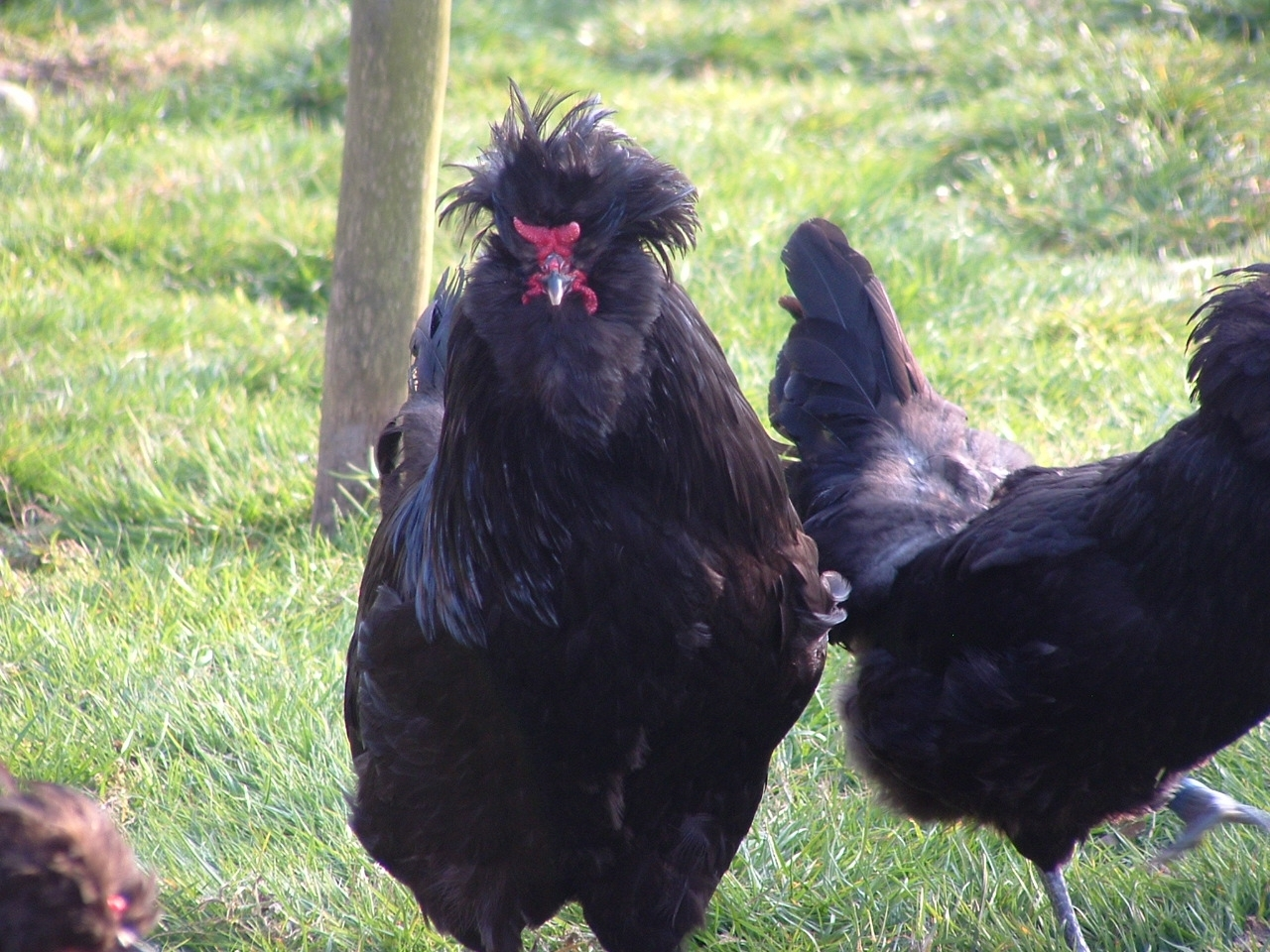
Gà Crevecoeur

Gà Crèvecœur là một giống gà có nguy cơ tuyệt chủng của nòi gà Pays d'Auge ở vùng Calvados thuộc vùng Normandy ở phía tây bắc nước Pháp. Nó được đặt theo tên của xã Crèvecœur-en-Auge. Nó có liên quan đến giống gà La Flèche và các giống gà Norman khác như gà Caumont và gà Caux và gà Pavilly đã tuyệt chủng; các con gà Merlerault trước đây được coi là một tiểu loại của gà Crèvecœur.

## Lịch sử
Gà Crèvecœur là một trong những giống gà lâu đời nhất của nước Pháp, nguồn gốc của nó chưa được biết. Nó lấy tên từ xã Crèvecœur-en-Auge gần Lisieux trong khu vực lịch sử của Pays d'Auge, trong vùng Calvados của Normandy. Gà Crèvecoeur giành giải thưởng tại Exposition Universelle năm 1855 ở Paris. Giống gà này được Louis Bréchemin mô tả chi tiết vào năm 1894, nhưng tiêu chuẩn giống gà này không được chấp nhận bởi Société d'Aviculture de Basse-Normandie cho đến năm 1909.
Số lượng giống gà này đã mất mát hao hụt trong cả Thế chiến thứ nhất và lần thứ hai, sau này, nó được cho là hầu như biến mất. Quá trình phục hồi được bắt đầu vào năm 1976 bởi Jean-Claude Périquet. Năm 1995 con số được báo cáo là từ 100 đến 1000 cá thể, vào năm 2007 giống này được FAO phân loại là "nguy cấp". Gà Crèvecœur được bổ sung vào Tiêu chuẩn Hoàn thiện của Hiệp hội Gia cầm Mỹ năm 1874.

## Đặc điểm
Gà Crèvecœur có một đỉnh tương tự như của giống gà Houdan nhưng không giống như Houdan, gà Crèvecœur là bốn ngón và có một chiếc mồng hình chữ V giống như chiếc mồng của gà La Flèche. Gà Crèvecœur về sắc màu là màu đen phổ biến nhất, có ba biến thể màu khác được công nhận: xanh dương, trắng, và chim cu. Chân chúng có màu xám xanh đậm. Gà Crèvecœur theo truyền thống được nuôi giữ như một con gà kiêm dụng hai mục đích (lưỡng dụng), nuôi cho cả việc lấy trứng và thịt của nó, với thịt đạt chất lượng cao. Những quả trứng màu trắng, và nặng khoảng 55g. Gà Crèvecœur bây giờ được nuôi dưỡng chủ yếu cho triển lãm gia cầm (làm gà kiểng).